# Agathis borneensis
Espèce
Classification phylogénétique
Statut de conservation UICN

 EN A4cd : En danger
Agathis borneensis  est un arbre conifère de la famille des Araucariaceae originaire du Sud asiatique et d'Océanie : Indonésie, Malaisie.

## Description
Agathis borneensis atteint une hauteur maximale de 50 mètres. Il a un long cône étroit et des feuilles vert foncé. Le plus proche parent de cette espèce est Agathis dammara.

## Distribution
Agathis borneensis est originaire de Sumatra, de la Malaisie péninsulaire et de Bornéo. Il est présent dans les forêts tropicales humides de plaine et de plateau jusqu'à une altitude de 2400 mètres.

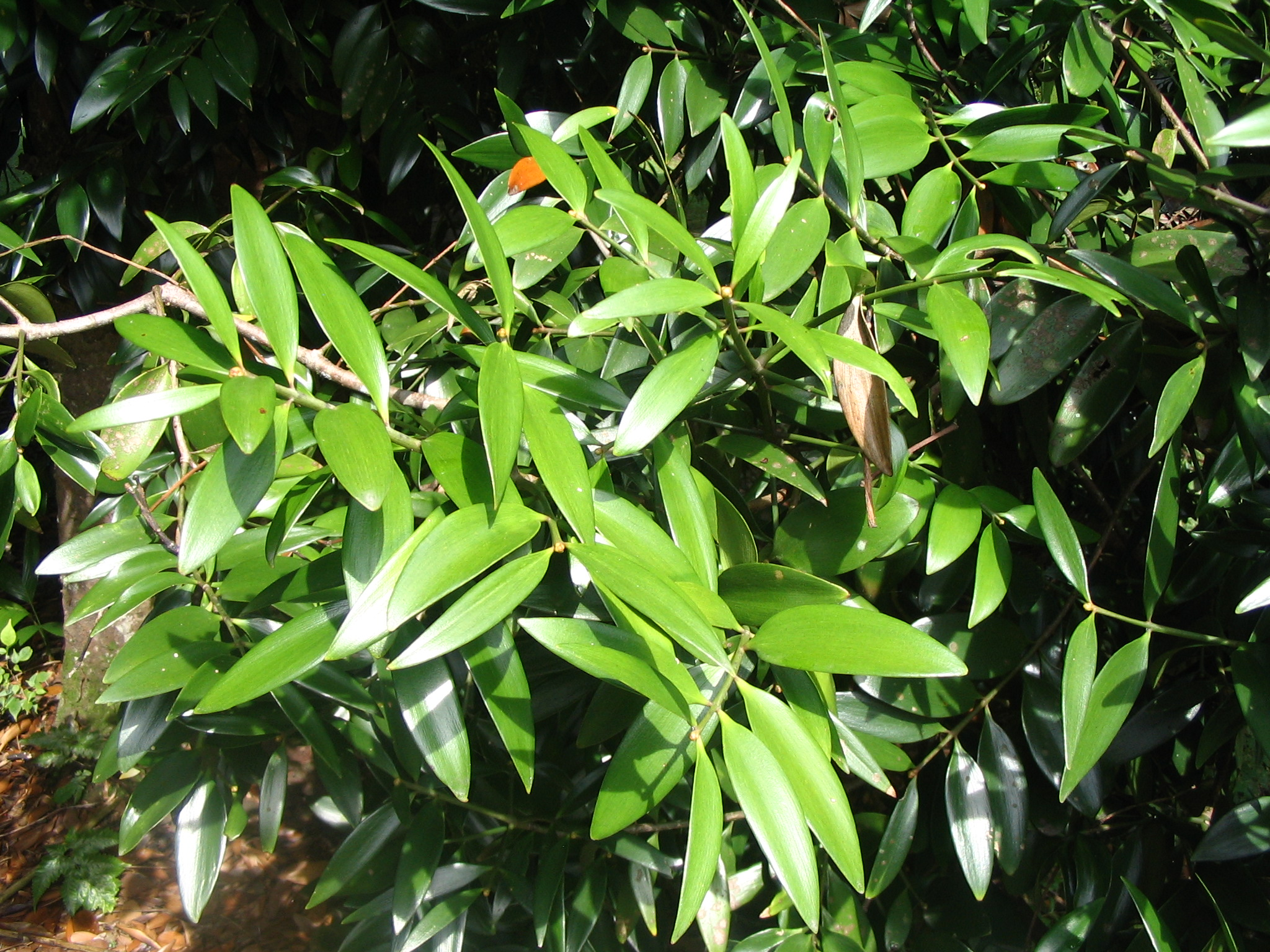
Agathis borneensis: feuilles.